# Monitoring in der Energietechnik
Das Monitoring in der Energietechnik beschäftigt sich mit der permanenten oder mindestens regelmäßigen Überwachung von Zuständen einzelner Elektroinstallationen innerhalb einer Anlage oder eines Netzwerkes. Da das Monitoring meist mit einer Diagnose gekoppelt ist, wird eine dazugehörende Prognostizierung ermöglicht.

## Grundlagen
Im Bereich der Stromverteilung und – Versorgung ist es von enormer Bedeutung mögliche Störfälle schnell zu erkennen und zu beheben. Dazu wird das Verhalten von Anlagen und ihrer einzelnen Komponenten überwacht und versucht das mittel- und längerfristige Verhalten mittels Auswerten von Messdaten zu prognostizieren.
Das Monitoring von Betriebsmitteln aus der Energietechnik umfasst dabei verschiedene Komponenten eines Stromnetzes, die überwacht werden können:
- Leistungstransformatoren
- Gasisolierte Schaltanlage
- Schutzgeräte
- Kabel
- Überspannungsableiter
- Freileitungen → siehe auch Freileitungs-Monitoring
- Leistungsschalter

## Funktionsweise
Um eine möglichst genaue Diagnose erstellen zu können, müssen verschiedene Prozessschritte berücksichtigt werden:
Zuerst muss der aktuelle Zustand der Komponente oder des Netzwerkes festgestellt werden. Dazu werden exakte, physikalische Sensor- und Messdaten, wie Temperatur, Luftfeuchtigkeit, Schwingungen und viele weitere, analysiert und anschließend ausgewertet.
Diese Ergebnisse werden als Nächstes mit den geforderten Richt-/Sollwerten verglichen. Es ist auch möglich, dass kein konkreter Sollwert, sondern nur ein zu unterschreitender Grenzwert beachtet werden muss.
Mittels der Diagnose und den gemessenen und verglichenen Daten ist es im letzten Schritt möglich, Entscheidungen über eventuelle Optimierung der Elektroinstallation oder präventive Maßnahmen zu treffen.

## Das Monitoring-System
All diese Funktionen sind in einem sogenannten Monitoring-System enthalten.
Dieses ermöglicht den Netzwerkbetreibern immer abrufbare und verlässliche Informationen über den Zustand ihres Netzwerkes, beziehungsweise den Zustand der einzelnen Komponenten. Es zeigt dem Betreiber also auf, welche Installationen gewartet, repariert oder sogar in Kürze ausgetauscht werden müssen.
Somit ist ein Monitoring-System eine nichtverzichtbare Voraussetzung für die sogenannte „zustandsorientierte Instandhaltung“. Der Vorteil dieses modernen Systems wird im Vergleich zu veralteten Instandhaltungen deutlich. Bei der veralteten (präventiven) Instandhaltung mussten die Anlagen in vorgegebenen Zeitabschnitten abgeschaltet und die einzelnen Komponenten, je nach Erfahrung ihrer Lebensdauer ausgetauscht werden. Das hatte zur Folge, dass zum einen teilweise noch funktionsfähige Komponenten ausgewechselt wurden, bei zufällig auftretenden Defekten nicht schnellstmöglich reagiert werden konnte und außerdem die Anlage in der Zeit dieses aufwendigen Auswechselprozesses nicht betrieben werden konnte. Mittels der modernen Technologie hingegen wird eine kontinuierliche Zustandsüberwachung und somit ein optimales Ausnutzen der Lebenszeiten der verschiedenen Elektroinstallationen ermöglicht.
Ein solches System nimmt dem Betreiber jedoch nicht nur den großen Aufwand der Überwachung ab, sondern gewährleistet zudem optimale Kontrolle der Anlage und sorgt somit für eine verlängerte „Lebensdauer“ der Anlage.
Durch die Prognostizierung von mittel- und längerfristigem Verhalten der Anlagenkomponenten ist es außerdem möglich kommende Störungen frühzeitig zu erkennen und somit ungeplante Ausfallzeiten zu reduzieren, was die Lebensdauer der Anlagen zusätzlich noch enorm verlängert.

## Schematische Darstellung eines Monitoring-Systems
- SA: Surge Arrestor = Überspannungsableiter
- cable: Kabel
- OHL: Overheadlines = Freileitungen
- CB: Circuit breakers = Leistungsschalter

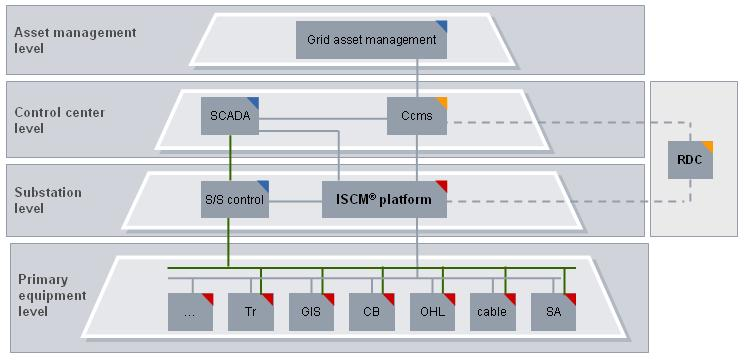
Schematische Darstellung eines Monitoring-Systems

- GIS: Gas-insulated switchgear = Gasisolierte Schaltanlagen
- TR: Transformers = Transformatoren
- RDC: Remote Diagnostic Center zur Fernwartung und Ferndiagnose

## Differenzierung

### ICM (= Integrated Condition Monitoring)
Beispielhaft hierfür ISCM – eines der marktführenden Produkte:
ISCM ist ein integriertes Monitoring-System, für die Zustandsüberwachung von Schaltanlagen. Dabei wird nur mittels einer einzigen Zustandsüberwachungsplattform gearbeitet, was eine strategische Umsetzung von Schaltanlagen, wie auch deren Sanierung ermöglicht.
Dieses Integrated Substation Condition Monitoring kann mit weiteren Überwachungssystemen individuell gekoppelt werden.
Auf dem Markt des Integrated Condition Monitoring gibt es noch eine Reihe weiterer Systeme, die ähnlich arbeiten, wie beispielsweise ICMsys8 oder ICMcompact.

### SCADA (= Supervisory Control and Data Acquisition)
Ein Supervisory Control and Data Acquisition (SCADA) verbindet die Funktion des Überwachens, wie bei ISCM, mit dem Steuern der zu überwachenden technischer Prozesse beziehungsweise der Anlagekomponenten mittels eines Computer-Systems.